# Осада Лиона
Осада Лиона — эпизод восстаний федералистов во время французской революции. Военные действия велись между армией Первой французской республики с одной стороны, и войсками федералистов — с другой; осада продолжалась с 9 августа по 9 октября 1793 года.

## Предыстория
Ещё в 1792 году в городе Лионе произошло кровавое столкновение между роялистами (муниципалитет и горожане) и республиканцами. В мае 1793 года в Лион были вызваны правительственные войска, которые открыли орудийный и ружейный огонь по толпе. Оставшиеся в живых разбежались по городу, призывая всех к оружию. Вскоре две колонны лионцев, числом около 2 тысяч человек, атаковали ратушу, которую защищали 1800 солдат при двух артиллерийских орудиях, и овладели ею.
В то же время лионцы расположили в свою пользу генерала Франсуа Кристофа Келлермана, командовавшего Альпийской армией, тем, что послали ему несколько пушек и запасы продовольствия, в которых остро нуждалась его армия. Келлерман старался смягчить судьбу Лиона, ходатайствуя за него перед Конвентом сам и через комиссара Конвента при Альпийской армии. Но в это время тулонские роялисты отдались под защиту Великобритании (в конце августа они передали крейсировавшему в виду Тулона адмиралу Худу все форты, рейд и 46 судов; см. Осада Тулона), а Марсель послал армию на помощь Лиону. Это заставило французское правительство опасаться, что восстание в Лионе произошло не случайно, а в связи с Тулоном и Марселем, вследствие чего являлась опасность отделения всего юга Франции.

## Осада города
В виду этого Конвент предписал Келлерману идти с Альпийской армией к Лиону и осадить его. Армия Келлермана по дороге должна была усилиться национальной гвардией и добровольцами. Кроме того, с юга двинулся Карто по левому берегу Роны, встретил неприятеля у Салона (вблизи Марселя), разбил его, укрепился у Сен-Эспри, у Авиньона и, таким образом, лишил Лион поддержки с юга.
В это время в Лионе была собрана 25-тысячная армия под началом Луи Франсуа Перрена де Преси, Франсуа-Анри де Вирьё и Кристофа Олимпа де Нерво. Воодушевление лионцев было громадное. Военный инженер Шеннелетт составил проект и с удивительной быстротой построил укрепления для защиты предместий города. Дома были приспособлены к обороне. Жители быстро воздвигали батареи, производили порох и отливали орудия.

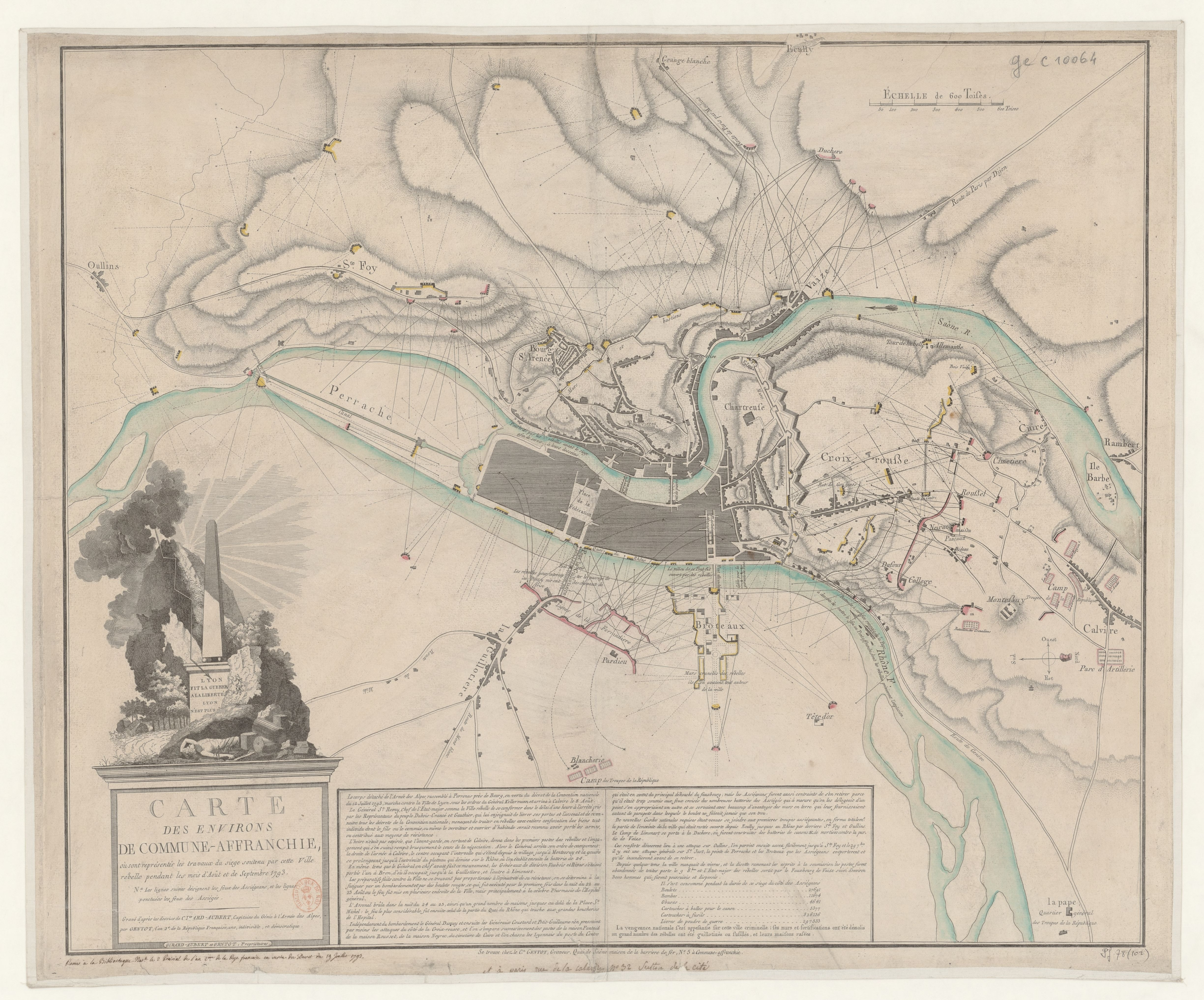
Театр военных действий

Келлерман направил атаку на кварталы Перраш и Круа-Русс, находящиеся у слияния Роны и Соны. Квартал Фурвьер был атакован из предместья Вез. Келлерман вёл атаку только на наружные постройки и, видимо, щадя город. Это дало возможность осаждённым выдвинуть вперёд траншеи и под их прикрытием сохранить связь с Сент-Этьен и Монбризоном, откуда они получали запасы продовольствия, в которых Лион весьма нуждался. Осаждённый город упорно защищал передовые постройки и ждал помощи от Пьемонтской армии, которая спустилась с гор и захватила Тарантез и долину Морьенн. Кроме того, Альпийская армия в Савойе, ослабленная выделением осадного корпуса, была оттеснена пруссаками и австрийцами до Вейсенбурга, а принц Конде, перейдя беспрепятственно Франш-Конте, захватил Гюнинген и собирался идти на помощь Лиону. Поэтому Келлерман предоставил ведение осады Дюмюи, а сам пошёл оттеснить пьемонтцев, что вскоре успешно выполнил.
Но Национальный Конвент, полагая, что восстание в Лионе связано с движениями иностранных армий, приказал сжечь непокорный город. В течение нескольких дней осаждающие бомбардировали город, нанеся ему серьёзные повреждения и вызвав большие пожары. Осаждённые испытывали серьёзные затруднения из-за недостатка припасов, так как доступ в Сент-Этьен и Монбризон теперь был прекращён. Осаждённые пробовали выслать часть жителей из города, но атакующие заставили их вернуться обратно в крепость. К началу октября атакующие овладели несколькими кварталами, и 9 октября город капитулировал.

## Последствия
Преси и Вирьё, не рассчитывая на помилование, вышли из предместья Вез, намереваясь пробиться с двумя колоннами в департамент Эн, чтобы затем уйти в Швейцарию. За ними были посланы два кавалерийских корпуса. Колонна Вирьё была уничтожена полностью, а из колонны Преси спаслось только около пятидесяти человек.
3528 человек, обвинённых в участии в бунте, были преданы суду, из них 1682 было казнено.